# Rainbow City (Alabama)
Rainbow City es una ciudad situada en el condado de Etowah, Alabama, Estados Unidos. Tiene una población estimada, a mediados de 2023, de 10 322 habitantes.

## Geografía
La localidad está ubicada en las coordenadas 33°55′44″N 86°05′03″O / 33.92889, -86.08417 (33.928777, -86.084228). Según la Oficina del Censo, tiene una superficie total de 67.31 km².

## Demografía

### Censo de 2020
Según el censo de 2020, en ese momento la ciudad tenía una población de 10 191 habitantes. La densidad de población era de 153.41 hab./km².
| Raza                   | Núm. | Porc.  |
| ---------------------- | ---- | ------ |
| Blancos                | 8046 | 78.95% |
| Afroamericanos         | 1124 | 11.03% |
| Amerindios             | 28   | 0.27%  |
| Asiáticos              | 323  | 3.17%  |
| Isleños del Pacífico   | 7    | 0.07%  |
| De otras razas         | 145  | 1.42%  |
| De una mezcla de razas | 518  | 5.08%  |

Del total de la población, el 2.77% eran hispanos o latinos de cualquier raza.

### Estimación 2018-2022
Según la estimación 2018-2022 de la Oficina del Censo, los ingresos medios de los hogares de la localidad son de $60,260 y los ingresos medios de las familias son de $86,037. Los ingresos per cápita en los últimos doce meses, medidos en dólares de 2022, son de $34,622.